# Navabellida
Navabellida es una localidad  de la provincia de Soria, partido judicial de Soria,  Comunidad Autónoma de Castilla y León, España. Pueblo de la comarca de  Tierras Altas que pertenece al municipio de Oncala.
Para la administración eclesiástica de la Iglesia católica, forma parte de la Diócesis de Osma la cual, a su vez, pertenece a la Archidiócesis de Burgos.

## Ubicación
Situada en la cara sur del monte Lutero, separada en dos barrios por el arroyo Alba.

## Patrimonio
Iglesia de Santa Bárbara, en ruinas.